# Cornelia van der Mijn
Cornelia va der Mijn (Amsterdam, 1709 - Londres, 1782), fou una pintora neerlandesa del segle xviii activa a Londres durant la dècada de 1760.

## Biografia
Segons el Rijksbureau voor Kunsthistorische Documentatie va ser filla i alumna del pintor Herman van der Mijn. Els seus germans Frans, Gerard, George, Andreas, i Robert també van ser pintors. El seu pare i la seva família, juntament amb la família de la seva alumna Jacoba Maria van Nickelen, es van traslladar a Düsseldorf a treballar pel elector palatí Johann Wilhelm. La pintora de flors Rachel Ruysch també estava en actiu a Düsseldorf durant els anys 1712-1716 quan Cornelia va estar allí.
El 1764 es va traslladar a Londres amb la seva família i va romandre allí fins a la seva mort. El seu germà George va ser l'únic que va tornar a Amsterdam.{